# Nachylenie

Nachylenie prostej

Nachylenie – liczba określająca „stromość” linii. Zazwyczaj oznaczana literą {\displaystyle m}.
W przypadku funkcji liniowej nachylenie jest określone przez współczynnik kierunkowy prostej (wartość {\displaystyle a} w postaci kierunkowej prostej {\displaystyle y=ax+b}). Jest to tangens kąta nachylenia prostej względem osi {\displaystyle OX}. Można to zapisać jako:
{\displaystyle m={\frac {\Delta y}{\Delta x}}}
Nachylenie krzywej będącej wykresem funkcji względem osi {\displaystyle OX} jest równe wartości jej pochodnej.
Dla funkcji rosnącej ({\displaystyle y} wzrasta wraz ze wzrostem {\displaystyle x}) nachylenie przyjmuje wartości dodatnie. Dla funkcji malejącej nachylenie jest ujemne.

## Nachylenie terenu

Nachylenie drogi

Nachylenie terenu (np. drogi) zazwyczaj podawane jest w procentach. Jest to stosunek różnicy wysokości między punktami do odległości między nimi mierzonej w poziomie. W ten sposób zostaje obliczony tangens kąta nachylenia. Nachylenie bywa wyliczane również jako sinus kąta, czyli stosunek różnicy wysokości między punktami do odległości między nimi mierzonej wzdłuż drogi. W przypadku niewielkich kątów te wartości są zbliżone.